# Серхіо Регілон
Серхіо Регілон (ісп. Sergio Reguilón; нар. 16 грудня 1996, Мадрид) — іспанський футболіст, лівий захисник англійського клубу «Тоттенгем Готспур».

## Ігрова кар'єра
Народився 16 грудня 1996 року в Мадриді. Вихованець низки юнацьких команд, з 2005 року перейшов до академії мадридського «Реала».
2015 року почав залучатися до складу «Реал Мадрид Кастілья», однак перший досвід виступів на дорослому рівні отримав у складі команди «УД Логроньєс», куди був відданий того ж 2015 року в оренду. 2016 року повернувся з оренди і дебютував за «Реал Мадрид Кастілья», однак того ж року був знову відданий в оренду до «Логроньєса».
З 2017 року знову став гравцем «Реал Мадрид Кастілья», а наступного року був переведений до складу головної команди мадридського «Реала» головним тренером Хуленом Лопетегі. Першою грою за головну команду «вершкових» був матч Ліги чемпіонів 2 жовтня 2018 року проти московського ЦСКА, а за місяць, 3 листопада, дебютував за «Реал» у Ла-Лізі проти «Реала Вальядолід» (2:0).
Влітку 2019 року мадридський «Реал» віддав Регілона на сезон в оренду «Севільї». 18 серпня дебютував за нову команду в матчі проти «Еспаньйола», в якому відзначився забитим м'ячем і гольовою передачею. У складі севільців Регілон відразу став основним гравцем і виграв Лігу Європи УЄФА 2019/20.
19 вересня 2020 року, разом з партнером по команді, Гаретом Бейлом, перейшов до лондонського «Тоттенгем Готспур», підписавши п'ятирічний контракт. Сума трансферу склала 27,5 мільйонів фунтів. 29 вересня іспанець дебютував за «шпор» в домашньому матчі проти «Челсі» в четвертому раунді Кубка ліги, в якому результативним пасом допоміг зрівняти рахунок своєму товаришеві по команді Еріку Ламелі, перевівши гру в серію пенальті, в якій його команда виграла 5:4 і пройшла далі. 4 жовтня 2020 року Регілон дебютував у Прем'єр-лізі в матчі проти «Манчестер Юнайтед» (6:1).

## Кар'єра в збірній
6 вересня 2020 року дебютував за національну збірну Іспанії у матчі Ліги націй УЄФА проти збірної України (4:0).
| Дата       | Місто     | Господарі  | Результат | Гості   | Турнір                                    | Голи | Примітки |
| ---------- | --------- | ---------- | --------- | ------- | ----------------------------------------- | ---- | -------- |
| 6-9-2020   | Мадрид    | Іспанія    | 4 – 0     | Україна | Ліга націй УЄФА 2020—2021 - груповий етап | -    |          |
| 7-10-2020  | Лісабон   | Португалія | 0 – 0     | Іспанія | товариський матч                          | -    | 44' 46'  |
| 13-10-2020 | Київ      | Україна    | 1 – 0     | Іспанія | Ліга націй УЄФА 2020—2021 - груповий етап | -    |          |
| 11-11-2020 | Амстердам | Нідерланди | 1 – 1     | Іспанія | товариський матч                          | -    | 29' 49'  |
| 14-11-2020 | Базель    | Швейцарія  | 1 – 1     | Іспанія | Ліга націй УЄФА 2020—2021 - груповий етап | -    |          |
| 8-9-2021   | Приштина  | Косово     | 0 – 2     | Іспанія | Відбір до ЧС 2022                         | -    | 86'      |
| Усього     |           | Матчів     | 6         |         | Голів                                     | 0    |          |

## Титули і досягнення
- Клубний чемпіон світу (1):

«Реал Мадрид»: 2018
- Володар Ліги Європи (2):

«Севілья»: 2019-20
«Тоттенгем Готспур»: 2024-25